# Limeciclina
La limeciclina è un  antibatterico per uso sistemico, un antibiotico ad ampio spettro, appartenente alla classe delle tetracicline. È circa 5.000 volte più solubile della tetraciclina ed è l'unico tra le tetracicline ad essere assorbito da un processo di trasporto attivo attraverso la parete intestinale, facendo uso dello stesso meccanismo rapido ed efficiente con cui sono assorbiti i carboidrati. Il maggiore assorbimento di limeciclina rispetto alle tetracicline consente di utilizzare dosaggi più bassi. La limeciclina, a differenza della tetraciclina cloridrato, è solubile in tutti i valori di pH fisiologico.
In Italia il farmaco è commercializzato dalla società farmaceutica Galderma con il nome di Tetralysal nella forma farmacologica di capsule rigide da 150 e 300 mg.

## Storia
Il farmaco fu commercializzato per la prima volta nel 1963.

## Farmacodinamica
Non è chiaro il meccanismo d'azione con cui limeciclina comporta una riduzione delle lesioni derivanti da acne vulgaris.
L'attività della molecola è in parte legata a una riduzione della concentrazione degli acidi grassi liberi nel sebo, ed in parte all'azione antibatterica propria del farmaco.
Il composto si è dimostrato in grado di inibire la crescita di tutta una serie di organismi presenti sulla superficie cutanea ed in particolare di Propionibacterium acnes.
L'azione di riduzione di acidi grassi liberi nel sebo potrebbe derivare dalla inibizione della crescita di alcuni organismi lipasi produttori, i quali tramite questo enzima convertono i trigliceridi in acidi grassi liberi. Nel contempo è stata ipotizzata un'azione di interferenza diretta di limeciclina sulla produzione di lipasi da parte di questi organismi.

## Farmacocinetica
Dopo somministrazione per os limeciclina è rapidamente assorbita dal tratto gastrointestinale. La concentrazione plasmatica massima (Cmax) viene raggiunta entro 3-4 ore dall'assunzione. La contemporanea assunzione di cibo non modifica in modo significativo l'assorbimento della molecola.
L'emivita plasmatica è pari a circa 10 ore.
La molecola diffonde ampiamente in diversi tessuti e fluidi corporei, in particolare nei seni paranasali, polmoni, nelle ossa, nei muscoli, nel fegato, nella vescica, nella prostata, nelle tube di Falloppio, nella bile e nell'urina.
Il farmaco è escreto principalmente attraverso l'emuntorio renale ed in misura inferiore con la bile.

## Usi clinici
Limeciclina è stata utilizzata nel trattamento della bronchite acuta, nelle riesacerbazioni di bronchite cronica, nel trattamento delle uretriti non gonococciche, e nelle infezioni di pertinenza ginecologico-ostetrica.
Al giorno d'oggi la molecola trova indicazione particolarmente nel trattamento di soggetti affetti da acne infiammatoria (moderata o  severa) e nell'infiammazione (papule, pustole, noduli e cisti acneiche) associata all'acne mista.

## Effetti collaterali ed indesiderati
| Tipi di reazioni                      | Comuni (>1/100, <1/10)                 | Non comuni (>1/1.000, <1/100) | Rare (>1/10.000, <1/1.000) | Molto rare (<1/10.000) | Non nota                                                                             |
| ------------------------------------- | -------------------------------------- | ----------------------------- | -------------------------- | ---------------------- | ------------------------------------------------------------------------------------ |
| Disturbi gastrointestinali            | - Nausea - Dolore addominale - Diarrea |                               |                            |                        | - Vomito - Glossite - Epigastralgia                                                  |
| Disturbi del sistema emolinfopoietico |                                        |                               |                            |                        | - Neutropenia - Trombocitopenia                                                      |
| Disturbi del sistema nervoso          | - Cefalea                              |                               |                            |                        | - Vertigine - Ipertensione endocranica                                               |
| Disturbi della cute e sottocutaneo    |                                        |                               |                            |                        | - Rash cutaneo - Prurito - Reazioni da fotosensibilità - Sindrome di Stevens Johnson |
| Disturbi epatobiliari                 |                                        |                               |                            |                        | - Ittero                                                                             |

## Controindicazioni
Limeciclina è controindicata nei soggetti che presentano ipersensibilità nota al principio attivo oppure ad uno qualsiasi degli eccipienti utilizzati nella formulazione farmacologica. Ulteriori controindicazioni sono rappresentate dallo stato di gravidanza e dall'allattamento al seno. Il trattamento di bambini di meno di 8 anni di età può comportare il manifestarsi di discromie dentali permanenti e di ipoplasia dello smalto.